# Laura Fraser
Laura Fraser (Glasgow, 1975. július 24. –) skót színésznő.
Ismert televíziós alakítása volt Lydia Rodarte-Quayle a Breaking Bad – Totál szívás (2012–2013) és a Better Call Saul (2017–2020) című sorozatokban, előbbivel – színésztársaival közösen – egy Screen Actors Guild-díjat szerzett Legjobb szereplőgárda (drámasorozat) kategóriában. További szereplései közé tartozik a Sosehol című fantasysorozat (1996) és a Lip Service (2010) című brit LMBT-drámasorozat.
A filmvásznon egyebek mellett feltűnt a Lovagregény (2001), a Nina mennyei finomságai (2006), A skót kerékpáros (2006) és az Anyátlanok – Életed nagy kalandja felnőtté válni (2009) című művekben.

## Filmográfia

### Film
| Év   | Magyar cím                                       | Eredeti cím                                  | Szerep                        | Magyar hang      |
| ---- | ------------------------------------------------ | -------------------------------------------- | ----------------------------- | ---------------- |
| 1995 |                                                  | Good Day for the Bad Guys (rövidfilm)        | Piroska                       |                  |
| 1996 | Kispofák                                         | Small Faces                                  | Joanne Macgowan               | Simonyi Piroska  |
| 1997 |                                                  | Paris, Brixton (rövidfilm)                   | Amanda                        |                  |
| 1998 | A törvény terhe                                  | Left Luggage                                 | Chaya Silberschmidt           |                  |
| 1998 | A Vasálarcos                                     | The Man in the Iron Mask                     | hálószobai szépség            |                  |
| 1998 | Betti néni                                       | Cousin Bette                                 | Mariette                      |                  |
| 1998 | Elválni Jacktől                                  | Divorcing Jack                               | Margaret                      |                  |
| 1999 | Pasik és egyéb katasztrófák                      | Virtual Sexuality                            | Justine Alice Parker          | Szénási Kata     |
| 1999 | Kocsmapárharc                                    | The Match                                    | Rosemary Bailey               | Zsigmond Tamara  |
| 1999 |                                                  | Whatever Happened to Harold Smith?           | Joanna Robinson               |                  |
| 1999 | Titusz                                           | Titus                                        | Lavinia                       | Huszárik Kata    |
| 2000 | Kevin és Perry a csúcsra tör                     | Kevin & Perry Go Large                       | Candice                       | Mezei Kitty      |
| 2001 | Lovagregény                                      | A Knight's Tale                              | Kate, patkolókovács           | Bognár Gyöngyvér |
| 2001 | Vanília égbolt                                   | Vanilla Sky                                  | A Jövő                        |                  |
| 2003 | Oroszlánbarlang                                  | Den of Lions                                 | Katya Paskevic                | Kiss Virág       |
| 2003 |                                                  | Devil's Gate                                 | Rachel                        |                  |
| 2003 | Az alkoholista                                   | 16 Years of Alcohol                          | Helen                         |                  |
| 2003 |                                                  | Coney Island Baby                            | Bridget                       |                  |
| 2003 |                                                  | The Old One (rövidfilm)                      | Jane Doe                      |                  |
| 2006 | Nina mennyei finomságai                          | Nina's Heavenly Delights                     | Lisa MacKinlay                |                  |
| 2006 | Vakok földjén                                    | Land of the Blind                            | Madeleine                     |                  |
| 2006 | A skót kerékpáros                                | The Flying Scotsman                          | Anna Obree                    | Mezei Kitty      |
| 2009 |                                                  | Cuckoo                                       | Polly                         |                  |
| 2009 | Anyátlanok – Életed nagy kalandja felnőtté válni | The Boys Are Back                            | Katy                          | Ruttkay Laura    |
| 2010 |                                                  | You Were Perfectly Fine (rövidfilm)          | lány                          |                  |
| 2011 |                                                  | Flutter                                      | Helen                         |                  |
| 2013 |                                                  | Wish You Well                                | Amanda Cardinal               |                  |
| 2014 |                                                  | The Sisterhood of Night                      | Rose Hall                     |                  |
| 2016 | Nem vagyok sorozatgyilkos                        | I Am Not a Serial Killer                     | April Cleaver                 |                  |
| 2017 |                                                  | Man with Van                                 | Talia                         |                  |
| 2018 |                                                  | [In the Cloud                                | Mary                          |                  |
| 2019 | Lüktetés                                         | Beats                                        | Alison                        |                  |
| 2019 |                                                  | Tales from the Lodge                         | Martha                        |                  |
| 2019 | Sötét találkozás                                 | Dark Encounter                               | Olivia Anderson               |                  |
| 2020 |                                                  | Snow Globe: A Breaking Bad Short (rövidfilm) | Lydia Rodarte-Quayle (hangja) |                  |

### Televízió
| Év        | Magyar cím                               | Eredeti cím                       | Szerep                    | Megjegyzések                                     |
| --------- | ---------------------------------------- | --------------------------------- | ------------------------- | ------------------------------------------------ |
| 1996      | Baleseti sebészet                        | Casualty                          | Gemma McEnery             | 1 epizód                                         |
| 1996      | Sosehol                                  | Neverwhere                        | Door                      | minisorozat (6 epizód)                           |
| 1997      |                                          | The Investigator                  | Louise Marshall           | tévéfilm                                         |
| 1997      |                                          | Summer of Love                    | Isabel                    | tévéfilm                                         |
| 1998      |                                          | The Tribe                         | Megan                     | tévéfilm                                         |
| 1999      | Karácsonyi ének                          | A Christmas Carol                 | Belle                     | tévéfilm                                         |
| 2000      |                                          | Forgive and Forget                | Hannah                    | tévéfilm                                         |
| 2001      | Vasutas Jim                              | Station Jim                       | Harriet Collins           | - tévéfilm - magyar hangja: - Wégner Judit       |
| 2004      |                                          | Conviction                        | Lucy Romanis              | minisorozat (6 epizód)                           |
| 2004      | Szeret, nem szeret                       | He Knew He Was Right              | Emily Trevelyan           | minisorozat (4 epizód)                           |
| 2004      | Vasakaratú angyalok                      | Iron Jawed Angels                 | Doris Stevens             | - tévéfilm - magyar hangja: - Árkosi Kati        |
| 2005      |                                          | Casanova                          | Henriette                 | minisorozat (3 epizód)                           |
| 2007      |                                          | Talk to Me                        | Claire                    | négy epizód                                      |
| 2007      |                                          | Reichenbach Falls                 | Clara                     | tévéfilm                                         |
| 2008      | Florence Nightingale                     | Florence Nightingale              | Florence Nightingale      | tévéfilm                                         |
| 2008      | Passió – Jézus szenvedése                | The Passion                       | Abigail                   | minisorozat                                      |
| 2009      |                                          | No Holds Bard                     | Sarah Rutherford          | tévéfilm                                         |
| 2010      | Egy szingli apa                          | Single Father                     | Rita Morris               | minisorozat (4 epizód)                           |
| 2010–2012 |                                          | Lip Service                       | Cat MacKenzie             | 8 epizód                                         |
| 2012–2013 | Breaking Bad – Totál szívás              | Breaking Bad                      | Lydia Rodarte-Quayle      | - 9 epizód - magyar hangja: - Kisfalvi Krisztina |
| 2014      |                                          | Black Box                         | Regan Black               | 13 epizód                                        |
| 2014      | Mindörökké                               | Forever                           | Patricia Abbott           | 1 epizód                                         |
| 2014      |                                          | Castles in the Sky                | Margaret                  | tévéfilm                                         |
| 2015      |                                          | Cocked                            | Hannah                    | tévéfilm                                         |
| 2015      | Pán Péter                                | Peter & Wendy                     | Mrs. Darling              | tévéfilm                                         |
| 2015      | Esküdt ellenségek: Különleges ügyosztály | Law & Order: Special Victims Unit | Jessica Dillon professzor | 1 epizód                                         |
| 2016      |                                          | Houdini and Doyle                 | Lydia Belworth            | minisorozat (1 epizód)                           |
| 2016      |                                          | One of Us (Retribution)           | Juliet                    | minisorozat (4 epizód)                           |
| 2016      | Elveszettek                              | The Missing                       | Eve Stone                 | 8 epizód                                         |
| 2017      |                                          | The Loch                          | DS Annie Redford          | minisorozat (6 epizód)                           |
| 2017–2020 | Better Call Saul                         | Better Call Saul                  | Lydia Rodarte-Quayle      | 4 epizód                                         |
| 2019–2020 |                                          | Traces                            | Sarah Gordon professzor   | 6 epizód                                         |
| 2020      | Ki vagy, doki?                           | Doctor Who                        | Kane                      | 1 epizód                                         |
| 2021      | A megállapodás                           | The Pact                          | Anna                      | 6 epizód                                         |
| 2021–2022 |                                          | Crime                             | Sally Hart                | 9 epizód                                         |
| 2025      |                                          | Patience                          | Bea Metcalfe nyomozó      | főszereplő (6 epizód)                            |

## Fordítás
- Ez a szócikk részben vagy egészben  a   Laura Fraser című angol Wikipédia-szócikk ezen változatának fordításán alapul.  Az eredeti cikk szerkesztőit annak laptörténete sorolja fel. Ez a jelzés csupán a megfogalmazás eredetét és a szerzői jogokat jelzi, nem szolgál a cikkben szereplő információk forrásmegjelöléseként.